# Maschpark (Göttingen)
Der Maschpark ist der Name von zwei Fußballstadien mit Leichtathletikanlage in der niedersächsischen Stadt Göttingen. 

## Geschichte

### Alter Maschpark
1907 errichtete der 1. SC Göttingen 05 auf der Schützenwiese ein Spielfeld, das im Prinzip aus zwei Toren auf einer Wiese bestand. 1926 beschloss der Verein, einen zweiten Platz zu errichten. Dieser sollte eine kombinierte Anlage für Fußball und Leichtathletik werden und wurde von den Vereinsmitgliedern in Eigenarbeit errichtet. Am 27. August 1926 wurde der Maschpark mit einem Freundschaftsspiel gegen den SV Kurhessen Kassel eingeweiht. Die Gäste aus Kassel gewannen das Spiel mit 6:0. Ein Jahr später konnte der Verein das Schützenhaus in sein Vereinsheim umwandeln und errichtete Umkleidekabinen. Die 05er spielten in den Jahren 1933/34, 1936/37 sowie von 1940 bis 1943 in der seinerzeit erstklassigen Gauliga und begrüßten bei Heimspielen bis zu 4.000 Zuschauer.
Nach dem Ende des Zweiten Weltkrieges gelang den Göttingern 1948 der Aufstieg in die seinerzeit erstklassige Oberliga Nord. Eilig wurde das Stadion ausgebaut. Die Kapazität stieg durch Aufschüttung von Erdwällen auf 20.000 Plätze. Auf den Wällen wurden allerdings keine befestigten Stehplätze installiert, so dass das Gelände bei Regen schlüpfrig wurde. Der Volksmund gab dem Stadion daher den Beinamen Matschpark. In der Saison 1948/49 erreichten die 05er mit durchschnittlich 11.000 Zuschauern den Rekord für den höchsten Zuschauerschnitt. Im Sommer 1950 kamen auf der Haupttribüne zwei Reihen mit fest installierten, aber unüberdachten Sitzplätzen hinzu. Zuvor stellte der Verein Klappstühle auf die Aschenbahn.
Der Maschpark stellte den Verein in den 1950er Jahren vor große Probleme, da es zu wenige Sitzplätze gab und der Verein kein Geld für einen Ausbau des Stadions hatte. Beim Abstieg aus der Oberliga wollten nur noch 3600 Zuschauer im Schnitt die Heimspiele der Göttinger sehen. In den 1960er Jahren verfiel der Maschpark immer weiter. Die Stadt plante den Ausbau der angrenzenden Godehardstraße, wobei das Stadion im Weg stand. Ende des Jahrzehnts wurden Pläne für einen Neubau präsentiert. Am 12. Mai 1968 verabschiedete sich der 1. SC Göttingen 05 mit einem 7:0-Sieg über den SC Sperber Hamburg vom Maschpark und zog ins Jahnstadion um.

### Neuer Maschpark
Beim Bau des neuen Maschparks kam es immer wieder zu Verzögerungen, zumal die Stadt gleichzeitig das Jahnstadion renovierte. Beim Maschpark flossen die städtischen Gelder in die Nebenplätze, so dass der 1. SC Göttingen 05 den Ausbau des Hauptplatzes in Eigenregie durchführte. Der neue Maschpark hat ein Fassungsvermögen von 5000 Plätzen, davon 800 unüberdachte Sitzplätze. Am 14. Februar 1971 wurde der neue Maschpark mit einem 6:0-Sieg in der seinerzeit zweitklassigen Regionalliga Nord über den Itzehoer SV vor 4000 Zuschauern eröffnet. Doch das Stadion war nicht fertig geworden. Weder die geplante Tribüne stand, noch konnten die Kurven ausgebaut werden. 
Der drohende Konkurs konnte nur durch den Verkauf des Stadions an die Stadt Göttingen verhindert werden. Gegen den Stadionkauf stimmte seinerzeit der spätere Bundeskanzler Gerhard Schröder. Im Jahre 1974 wurde die 2. Bundesliga eingeführt, für die sich der Verein nach Ansicht einiger Lokalpolitiker nicht bewerben sollte. Die 05er erhielten dennoch die Lizenz und zogen erneut ins Jahnstadion um. 1977 stiegen die Göttinger wieder ab und kehrten erneut in den Maschpark zurück. Nach einem erneuten Gastspiel in der Zweitligasaison 1980/81 wurde das Jahnstadion ab 1986 zur dauerhaften Heimat des Vereins. 
Der Maschpark wurde inzwischen zu einer Bezirkssportanlage abgestuft und zum Austragungsort von Amateur- und Jugendspielen. 2003 ging der 1. SC Göttingen 05 in die Insolvenz und wurde aufgelöst. Zwischenzeitlich zog der Verein Anadoluspor Göttingen sowie das American-Football-Team Göttingen Generals in den Maschpark ein. Der gleichnamige Nachfolgeverein, der 1. SC Göttingen 05, zog nach dem Abstieg aus der Oberliga Niedersachsen 2015 in den Maschpark ein.